# Драгослав Петровић Горски
Драгослав Петровић Горски (Ниш, 10. март 1919 — Београд, 18. април 1996), учесник Народноосолободилачке борбе, генерал-пуковник ЈНА, друштвено-политички радник СР Србије и народни херој Југославије.

## Биографија
Рођен је 10. марта 1919. године у Нишу. Гимназију је завршио 1937. године у Крушевцу, а потом је уписао Војну академију у Београду, коју је завршио 1940. године и стекао чин коњичког потпоручника Војске Краљевине Југославије.
У току Априлскиог рата, са својим коњичким одредом, пружао активан отпор немачком окупатору све до капитулације 17. априла 1941. године. Повукао се преко Копаоника у Западну Србију и избегао заробљеништво.
Како није могао да се помири са капитулацијом земље, активно се укључује у Народноослободилачки покрет (НОП), где због исказаних способности постаје угледан партизански командант. За команданта Расинског партизанског одреда постављен је 1942. године. Под његовом командом, Одред је био један од најистакунтијих партизанскох јединица у Србији све до 1944. године. Формирањем бригада у Србији, постаје командант Друге јужноморавске бригаде, потом 4. српске бригаде. Под његовом командом априла 1944. године Немци су у Великој Ломници, код Крушевца, претрпели највећи војнички пораз у Србији. У овој легендарној блиставој победи јединица НОБ погинуло је око 200 немачких војника, који су се припремали за десант на Дрвар.

### Послератни период
Након ослобођења Југославије, наставио је професионалну каријеру као официр Југословеснке народне армије (ЈНА), у којој је обављао више командних дужности, међу којима и команданта коњице ЈНА. Завршио је 
Вишу војну академију ЈНА. Године 1962. је завршио и Географски факултет у Београду и потом се налазио на челу Војногеографског института ЈНА (ВГИ) у својству начелника. Био је начелник Катедре географије на Вишој војној академији ЈНА у Београду. Пензионисан је 1979. године у чину генерал-пуковника ЈНА.
Пензионерске дане је проводио у Београду. Био је веома активан друштвено-политички радник, који је свој друштвени ангажман нарочито испољавао у Крушевцу. Поред Добрице Ћосића, идејни је творац „Свечаности Слободе“, које су се у Крушевцу као врхунска културно-историјска манифестација од југословенског значаја обележава сваке године почев од Видовдана, 28. јуна, па до Дана устанка народа Србије, 7. јула.
Преминуо је 18. априла 1996. године у Београду и сахрањен је у Алеји народних хероја на Новом гробљу у Београду.
Носилац је Партизанске споменице 1941. и других југословенских одликовања, међу којима су — Орден ратне заставе, Орден братства и јединства са златним венцем, Орден партизанске звезде са сребрним венцем, Орден заслуга за народ са сребрним зрацима, Орден братства и јединства са сребрним венцем и Орден за храброст. Орденом народног хероја одликован је 27. новембра 1953. године.